# ホールドリッジヒキガエル
ホールドリッジヒキガエル (Incilius holdridgei)は、ヒキガエル科に属するカエルの1種。コスタリカ固有種。1987年以降確認例がなかったことから、2008年10月、国際自然保護連合によって絶滅が宣言された。しかし、2009年に再発見され、現在は保全状況を絶滅寸前とされている。この種は、主に生息域のツボカビによって生存を脅かされていると考えられている。

## 形態
雄は体長32-46mm、雌は38-53mmになる。背面は黒から茶色で、疣は赤みがかる。腹面は白く、胸部には黒い斑点がある。虹彩は黒い。
分布域を共有する Incilius fastidiosus や、パナマ西部に分布する近縁種 Incilius peripatetesとは、cranial crestが小さいことで区別できる。

## 生態
餌は昆虫やクモなどである。鼓膜・鳴嚢を持たず、鳴き声を発することはない。繁殖期は4-5月で、水溜りに産卵する。1つの卵塊には45-137個の卵が含まれ、約12日で孵化する。オタマジャクシは何も食べず、約27日で変態する。性成熟には3年かかる。